# 야마시타 쇼온
야마시타 쇼온(일본어: 山下 翔央, 1988년 12월 20일 ~ )은 일본의 배우이다.
도쿄도 오오타 구 출신.

## 약력
2001년
- 1월 21일, 쟈니즈 사무소의 오디션을 보고, 레슨생으로서 소속한다.
- 12월, 쟈니즈 Jr. 내 유닛·Ya-Ya-yah가 결성되어, 멤버가 된다[1].

2002년
- 5월 15일, Ya-Ya-yah로서 〈용기 100%/세계가 하나로 될 때까지〉로 CD 데뷔.

2006년
- 1월 2일·3일, 《사토미 팔견전》으로 TV 첫 출연.

2007년
- 2월 15일, 호리코시 고등학교를 졸업[2].
- 4월, 츄오 대학 법학부에 입학[1].
- 11월, Ya-Ya-yah의 활동이 볼 수 없게 되어, 이후 솔로로 쟈니즈 Jr. 활동을 행한다.

2010년
- 2월, 쟈니스 사무소를 퇴소[3].
- 6월 17일, 남동생·야마시타 레온과 함께 공식 사이트 및 공식 블로그를 개설.
- 6월 19일, 스카이 코포레이션 소속 탤런트가 출장하는 마라톤 이벤트에 참가.
- 6월 30일, 공식 사이트가 폐쇄되어, 동시 연예 활동 휴지가 발표되었다.
- 7월 2일, 공식 블로그도 폐쇄되었다[4].

2011년
- 3월 25일, 츄오 대학 법학부를 졸업[5].
- 6월 6일, 연예 활동을 재개, 스카이 코포레이션에 정식으로 소속 남성 탤런트로서 게재.
- 10월 14일, TV 카나가와 《~Teenage Garden~키메! 집사》에 사회로 레귤러 출연한다[6].

2012년
- 1월 18일, 야마시타 레온·미즈노 신타로와 함께 〈Cielbleu〉를 결성한다[7].
- 2월 24일, 〈Cielbleu〉 퍼스트 미니 CD(DVD 첨부)를 발매.

2015년
- 4월, 스카이 코포레이션을 퇴사.

## 오리지널 솔로곡
- Bad☆Nice (2006년)
- HIGHER!FLY! (2008년) ※A.B.C.와의 콜라보곡.
- No Limit! (2011년) ※야마시타 레온과의 콜라보곡.

## 음반 작품
| ＃ | 발매일          | 타이틀                                                            | 최고 순위 | 비고           |
| -- | --------------- | ----------------------------------------------------------------- | --------- | -------------- |
| 1  | 2002년 5월 15일 | 勇気100%/世界がひとつになるまで 용기 100%/세계가 하나로 될 때까지 | 9위       | Ya-Ya-yah 명의 |
| 2  | 2012년 2월 24일 | Forever                                                           | -위       | Cielbleu 명의  |

## 출연

### 드라마
- 사토미 팔견전 (2006년 1월 2일·3일, TBS)
- 젊은이들 2014 제3 ~ 4화 (2014년 7월 23일 ~ 30일, 후지 TV)

### 무대
- SHOCK is Real shock
- Stand by Me
- 웨스트 사이드 스토리
- 풀 하우스 (2008년)
- 로미오와 줄리엣 (2008년)
- 훌라 보이 (2012년)
- 신·에도 막부 말기 순정전 (2012년)
- 궤변·달려라 메로스 (2012년 ~ 2013년)
- 남자ing!! (2013년)
- 신주천마협 (2013년)
- 모험자들~The Gamba 9~ (2013년)
- 토모에 고젠 (2013년)
- 비룡전 21 살륙의 가을 (2013년)
- 알프스 일만척 Vol.1 (2013년)
- CLUB SLAZY【The 2nd invitation~Sapphire~】 (2013년)
- BUMP (2014년)
- 아타미 살인사건 Battle Royal (2014년)
- 그 여행자는 건설맨 (2014년)
- 괴담·가짜 접시 저택 (2014년)
- 새겨라, 나의 살갗에 너의 숨결을 (2014년)
- 츠카 코헤이 더블스 2014 《신·에도 막부 말기 순정전》과 《히로시마에 원폭을 떨어뜨리는 날》 (2014년)
- ALTAR BOYZ (2014년)
- 져라 벚꽃이여, 각천의 증거에 (2015년)

### 버라이어티
- 더 소년구락부 (2001년 1월 ~ 2009년 1월, NHK BS2·BShi)
- 알몸의 소년 (2002년 ~ 2007년, TV 아사히)
- Ya-Ya-yah (2003년 1월 ~ 2007년 10월, TV 도쿄)
- 백식왕 (2008년 4월 ~ 2010년 2월, 후지 TV)
- 고마웟! (2011년 8월 17일·10월 14일, TV 카나가와)
- ~Teenage Garden~키메! 집사 (2011년 10월 14일 ~ 2012년 3월 30일, TV 카나가와)
- GO 거리 (2011년 11월 25일, 후지 TV)
- ~오네다리 엔타메!~ 하피푸레 (2013년 10월 6일, BS닛테레)